# PN G054.2-03.4
PN G054.2-03.4 (Mgławica Naszyjnik) – mgławica planetarna znajdująca się w konstelacji Strzały, w odległości około 15 000 lat świetlnych od Ziemi. Mgławicę Naszyjnik tworzy jasny pierścień o średnicy około 2 lat świetlnych, na którym zawieszone są jasne, gęste skupiska gazu świecącego pod wpływem ultrafioletowego światła położonej w centrum mgławicy pary gwiazd. Skupiska te świecą w mgławicy niczym diamenty w naszyjniku, stąd też pochodzi jej opisowa nazwa.
Mgławica PN G054.2-03.4 została utworzona przez parę gwiazd krążących wokół siebie po bardzo ciasnej orbicie o średnicy kilku milionów kilometrów. Orbita ta jest na tyle ciasna, że gwiazd nie można rozdzielić na zdjęciach wykonanych teleskopem Hubble’a. Gwiazdy krążą tak szybko wokół siebie, że pełny obieg trwa krócej niż jeden dzień. Jakieś 10 000 lat temu masywniejsza gwiazda napęczniała do tego stopnia, że swoją atmosferą otoczyła towarzysza, który w dalszym ciągu krążył wewnątrz większej gwiazdy jeszcze zwiększając jej tempo rotacji. Proces ten trwał do momentu, gdy w wyniku przyspieszonej rotacji nadęta gwiazda utraciła znaczną część swojej atmosfery, szczególnie w okolicach równika. Skutkiem tego było powstanie struktury podobnej do pierścienia. Jasne punkty w pierścieniu to obszary gęstego gazu.